# Entdecker
Entdecker è un gioco da tavolo creato da Klaus Teuber distribuito nel 1996 da Goldsieber in tedesco. In Italia è arrivato grazie alla Iperdado nel 1998, anno in cui gli è stato anche assegnato il premio Gioco dell'Anno.
Sebbene il gioco abbia vinto anche il 2º posto al Deutscher Spiele Preis del 1996, molti giocatori sono stati delusi dal gioco dopo il successo del precedente gioco I coloni di Catan. Un aggiornamento, Die Neuen Entdecker, venne pubblicato nel 2001 da Kosmos e portato in inglese da Mayfair Games con il titolo Entdecker - Exploring New Horizons; tale versione vinse l'Essen Feather dello stesso anno.

## Regole del gioco
Il gioco inizia con una griglia vuota. I giocatori spostano le proprie navi per esplorare la griglia ed inseriscono delle placche che determinano la forma delle isole. Quando le isole sono completate, si ha la possibilità di esplorarle.